# Термометри для нафтопродуктів
Термометри скляні для випробувань нафтопродуктів ТН призначені для вимірювання температури під час випробувань нафтопродуктів. 

## Застосування
Термометри скляні для випробувань нафтопродуктів застосовуються в нафтовидобувній, нафтопереробній та інших галузях промисловості.

## Принцип дії
Принцип дії термометра заснований на видимому розширенні термометричної рідини в склі при підвищенні температури вимірюваного середовища.

## Виконання
Термометри скляні для випробувань нафтопродуктів виконані у вигляді капілярної трубки з резервуаром, заповненим термометричною рідиною, і скляною циліндричною оболонкою з вмонтованою всередині шкалою (молочного та листового скла, полістиролу листового, алюмінієвої або сталевої пластини).
Термометри скляні для випробувань нафтопродуктів виготовляються з термічно обробленого скла. Як термометрична рідина використовується ртуть.
Виконання та типорозміри термометрів відрізняються конструкцією, видом термометричної рідини, функціональним призначенням, нормованими значеннями діапазонів вимірювань, ціною поділу шкали і границі допустимої похибки.

## Виробники
- ПАТ "Склоприлад"[1]
- ВАТ "Термоприлад"